# Cantonul Villepinte
Cantonul Villepinte este un canton din arondismentul Le Raincy, departamentul Seine-Saint-Denis, regiunea Île-de-France, Franța.

## Comune
| Comune     | Populație (1999) | Cod poștal | Cod INSEE |
| ---------- | ---------------- | ---------- | --------- |
| Villepinte | 35.820           | 93420      | 93078     |